# Raymond Laflamme
Raymond Laflamme (Quebec, 19 de julho de 1960 – Waterloo, 19 de junho de 2025) foi um físico canadense. 

## Carreira
Foi co-fundador do atual diretor do Instituto de Computação Quântica da Universidade de Waterloo. Foi professor do Departamento de Física e Astronomia da Universidade de Waterloo e professor associado do Instituto Perimeter de Física Teórica.
Como aluno de doutorado de Stephen Hawking, tornou-se famoso inicialmente por convencer Stephen Hawking que o tempo não é revertido em um universo em contração, juntamente com Don Page. Stephen Hawking narrou o fato de como isto aconteceu em seu livro Uma Breve História do Tempo no capítulo Flecha do tempo.

## Trabalho científico
Embora Laflamme tenha começado sua carreira trabalhando em gravidade quântica e cosmologia, ele era conhecido como um cientista pioneiro na teoria da informação quântica. Enquanto estava em Los Alamos, Laflamme esteve envolvido com a implementação experimental de dispositivos de processamento de informações quânticas usando ressonância magnética nuclear. Ele também foi creditado com o desenvolvimento de um esquema teórico para computação quântica eficiente usando óptica linear, junto com Emanuel Knill e Gerard J. Milburn. Laflamme estabeleceu a estrutura matemática para códigos de correção de erros quânticos, que desde então se tornou um amplo tópico de pesquisa. Com os colegas Cesar Miquel, Juan Pablo Paz e Wojciech H. Zurek, ele construiu o código quântico de correção de erros mais compacto.
Em uma entrevista de 2013, Laflamme descreveu a importância de seu trabalho da seguinte forma: "A informação quântica vai mudar sua vida. E o de seus filhos. E o de seus netos. E é isso que eu quero ver. E é isso que espero ver: antes de morrer, verei que essa revolução quântica está em pleno andamento".

## Morte
Laflamme morreu em Waterloo, Canadá, em 19 de junho de 2025, aos 64 anos, vítima de câncer.